# Contea di Bojano
La Contea di Bojano, detto anche "contea", fu uno Stato storico (VIII secolo-1142), sorto da una porzione dell'antico Sannio italico-romano, finito sotto il potere dei Longobardi del ducato di Benevento, e poi dei Normanni, sotto la dinastia dei De Molisio, il cui capostipite era Rodolfo De Moulins (o "de Molisio"). Nel 1142 Ugo II costituì la successiva contea di Molise, che nel 1223 Federico II di Svevia occupò e costituì il Giustizierato d'Abruzzo e Molise. Comprendeva più o meno il territorio dell'attuale provincia di Campobasso, e fu il primo embrione dell'attuale regione Molise.
La città capoluogo era Bojano, l'antica Bovaianom dei Sanniti Pentri.

## Storia
Con l'avvento del Cristianesimo, l'antica Bovianum divenne nel VI secolo sede di una diocesi, la più antica del Molise, con sede nella cattedrale di San Bartolomeo. Bovianum seguì durante la guerra greco gotica le sorti dell'impero romano d'Occidente, e venne poi inclusa nella Langobardia Minor dai Longobardi; nel VII secolo la città fu colpita dall'invasione bulgara di Alzeco. Pertanto la città, spopolatasi nel frattempo, divenne sede di un guastaldato col nome di "Hovianum": il guastaldato aveva possedimenti molto estesi, anche perché molti castelli e borghi sorsero dall'XI secolo in poi, e dunque gran parte della campagna del Contado era pressoché disabitata, sino alle coste adriatiche dove si trovava Interamnia Tifernina, ossia Termoli.

### Dai Franchi ai Normanni
Dopo il Mille, i Normanni e i Bizantini assunsero il controllo della Contea e della costa molisana, risalendo dalla Sicilia, dove era stata creata la capitale del nuovo regno Palermo. Una porzione della Contea infatti verrà ceduta a Roberto di Bassavilla, parente di Tancredi d'Altavilla, che istituirà a Rotello (CB) la Contea di Loritello.
Il nuovo "Comitatus Molisii" fu formato dalle diocesi di Isernia, Venafro, Bojano e Trivento. Campobasso era allora solo un piccolo villaggio, non ancora sede della diocesi, tantomeno di una chiesa abbastanza rilevante da poter rivendicare il diritto di concattedrale.
Nel IX secolo la Contea subì le scorrerie dei Saraceni che risalirono il fiume Biferno dalla costa, in queste scorrerie venne incendiata anche la fiorente abbazia di San Vincenzo al Volturno, che insieme alla Basilica di Santa Sofia di Benevento aveva dei possedimenti in Molise. Si susseguirono anche dei terremoti, che sconvolsero il Piano del Matese, nell'847 e nell'853. Nell'860 Guandelperto, conte di Bojano, cercò di contrastare coraggiosamente con Maielpoto, conte di Telese, Lamberto, duca di Spoleto, e Gerardo, conte dei Marsi, l’avanzata dei Saraceni. Presso Ariano Irpino affrontarono in battaglia Saugdan, emiro di Bari. I saraceni si scagliarono violentemente sull'esercizio franco-longobardo e vinsero la battaglia, uccidendo i quattro conti.
Nell'XI secolo la Contea venne occupata dai condottieri Roberto il Guiscardo, Rodolfo di Moulins (o de Molisio). Rodolfo, nel 1047 circa, installò il suo presidio a Bojano, la ricostruì dalle rovine, restaurò e decorò la Cattedrale ed istituì anche una rocchetta di guardia sopra il Colle Sannio sui resti di antiche dortificazioni sannitiche.
Istituita la Contea, la più grande del Regno di Napoli, fu ufficialmente riconosciuta nel 1142, con Ruggero II d'Altavilla. Il titolo di "conti di Bojano", di tradizione longobarda e franca, fu sostituita con quello di "conti di Molise"; probabilmente secondo alcuni il nome dell'attuale regione proverrebbe proprio dal cognome nordico di questa famiglia normanna che occupò Bojano.

### Territorio
La Contea aveva confini con la Contea di Loritello (Rorello, Montorio, Bonefro, San Giuliano), la Contea di Borrello, che governava il passaggio al Molise dal Medio Sangro, i possedimenti dell'abbazia dei Santi Vincenzo e Salvo (San Salvo) e Termoli; il territorio abbracciava la piana di Bojano, il Matese, Trivento, Isernia, il Volturno, con cui ci furono scambi di feudi con gli abati di San Vincenzo, e Campobasso.